# USS Norfolk (DL-1)
USS Norfolk (DL-1) («Норфолк») — экспериментальный корабль ВМФ США, предназначенный для поиска и уничтожения быстроходных подводных лодок. Первоначально классифицировался как поисково-ударный крейсер (англ. hunter-killer cruiser) CLK-1.
«Норфолк» стал первым крупным боевым кораблём, построенным в США в послевоенное время, и первым представителем класса послевоенных лидеров.

## История создания
В конце Второй мировой войны недолгая, но насыщенная событиями история противостояния подводных лодок и противолодочных сил породила германские подводные лодки типа XXI. Новые подводные лодки обладали тремя принципиальными новшествами:
- При помощи специального устройства, называемого шноркелем, они могли двигаться под дизелями, находясь под водой на перископной глубине. Это простое устройство, состоявшее из воздухозаборника и поплавка с клапаном, позволяло лодке заряжать аккумуляторы, оставаясь вне видимости со стороны оснащённых радиолокаторами кораблей и патрульных самолётов;
- Корпус лодки имел каплевидную форму и был оптимизирован для достижения высокой скорости под водой. Все лодки предыдущих типов имели форму корпуса, характерную для надводных кораблей, так как большую часть жизни находились в надводном положении, погружаясь лишь для уклонения от противолодочных сил;
- Новые лодки имели более совершенные и ёмкие аккумуляторы, позволявшие в течение длительного времени поддерживать высокую скорость подводного хода.

После войны лодки типа XXI в качестве трофея попали в США и СССР, где началось их дальнейшее развитие. Одновременно началась разработка мер противодействия потенциальной угрозе со стороны лодок нового типа. По оценкам американских экспертов, на конец 1940-х годов у США не было средств эффективной борьбы с подводными лодками, способными погружаться на глубину более 250 м и поддерживать подводную скорость 17 узлов в течение получаса.
Так возникла концепция специализированных поисково-ударных крейсеров, получивших в классификации обозначение CLK.

## Эскизные проекты
Первый проект был разработан на основе крейсера ПВО «Атланта».
По предварительным расчётам, для обеспечения высокой боевой эффективности, корабль должен был иметь 12 противолодочных торпед, из которых 4 (по 2 с каждого борта) должны были находиться в состоянии боевой готовности, и средства, позволяющие перезаряжать аппараты за время не более пятнадцати минут. Кроме того, в качестве дополнительного оружия крейсер должен был иметь 3 реактивных бомбомёта с радиусом действия вдвое превышающим дистанцию атаки подводной лодки и способных уничтожить лодку первым залпом. Боезапас должен был составлять 36 готовых выстрелов на установку (всего 108 выстрелов) плюс 500 дополнительных выстрелов в погребах.
На корабле планировалось установить новую усовершенствованную гидроакустическую станцию с низко- и среднечастотными детекторами и высокачастотной системой управления огнём. Сонар должен был обеспечивать опознавание «свой-чужой» (Sonar Recognition and Identification, SRI), излучатель для активной локации, систему обнаружения подводных объектов (способную обнаружить лежащую на грунте лодку в мелкой воде), систему акустического противодействия и контрпротиводействия, а также буксируемую глубоководную антенну. Многие из этих характеристик были за пределами технических возможностей того времени.
Управление противолодочными средствами планировалось сконцентрировать в специальном отсеке, расположенном рядом с информационно-командным центром.
Основным оружием ПВО должны были стать 4 скорострельные спаренные 76-мм установки с длиной ствола в 70 калибров и две станции управления огнём Mark 56 двойного назначения. В качестве дополнительных средств — 8 турельных 35-мм автоматов по типу широко использовавшегося во время войны «Эрликона».
Максимальная скорость хода устанавливалась в 35 узлов, или 30 узлов при сильном волнении и хорошем ускорении.
Новый крейсер должен был иметь достаточно большое водоизмещение, чтобы обеспечить хорошую мореходность и способность в условиях сильного волнения длительно преследовать лодки с максимальной подводной скоростью 25 узлов. Основным оружием нового крейсера должна была стать противолодочная ракетная установка под названием «оружие Альфа», которая по размерам и габаритам примерно соответствовала орудийной установке среднего калибра. Кроме того, корабль был оснащён усовершенствованными самонаводящимися противолодочными торпедами и новой гидроакустической станцией. Всё это оборудование не умещалось в типоразмер эсминца и потребовало носителя, соответствовавшего по водоизмещению лёгкому крейсеру.
В декабре 1946 года Бюро кораблестроения утвердило три эскизных проекта нового корабля. Два из них использовали хорошо зарекомендовавший себя корпус лёгкого крейсера «Атланта» и имели стандартное водоизмещением 5580 и 5245 т соответственно. Двигательные установки мощностью 100 000 и 70 000 л. с. обеспечивали им скорость 35 и 33 узла и дальность плавания 6000 миль на скорости 20 узлов. Третий корабль был значительно легче — он использовал корпус проекта эсминца «Митчер» и при мощности двигателя 65 000 л.с. имел скорость 33 узла и дальность плавания 5000 миль на скорости 20 узлов.
Корабли были вооружены 4 торпедными аппаратами, пятью установками «оружия Альфа» (4 на более лёгком корабле), тремя спаренными 76-мм артиллерийскими установками (две на носу, одна на корме) и восемью одиночными 35-мм зенитными автоматами. Боезапас для всех трёх проектов составлял 100 реактивных глубинных бомб на каждую пусковую установку «оружия Альфа» и 20 самонаводящихся противолодочных торпед.
Число пусковых установок «Альфа» по сравнению с предыдущими проектами было увеличено, поскольку использовались одноствольные пусковые установки вместо четырёхствольных, однако боезапас на каждую установку бы уменьшен вдвое.
Согласно расчётам, затраты и сроки строительства для более тяжёлых кораблей были в 1,5 раза больше, чем для лёгких. Преимущество более лёгкого корабля состояло также в том, что для строительства кораблей таких размеров подходили 75 % имеющихся в США доков. Однако вызывала сомнение способность более лёгких кораблей обеспечить 30-узловую скорость при сильном волнении, тогда как для крейсеров типа «Атланта» такая способность была доказана на практике.
Немаловажным преимуществом тяжёлых кораблей был более высокий потенциал модернизации. Это было актуально, поскольку в разработке находился новый тип противолодочного оружия — самонаводящиеся ракето-торпеды под кодовым названием «Grebe».
В результате был утверждён и получил классификационный код CLK-1 проект более тяжёлого корабля. Было решено установить дополнительно четвёртую башню 76-мм орудий и 4 торпедных аппарата (всего 8 с боезапасом 30 торпед), а для компенсации увеличения веса корабля оставить 4 пусковых установки «оружия Альфа». Торпедные аппараты были рассчитаны как на противолодочные торпеды Mark 35, так и на противокорабельные Mark 17.
Улучшенная гидроакустическая станция должна была иметь в своём составе низкочастотный массив гидрофонов, созданный на основе германского сонара GHG; сканирующий активный сонар; среднечаститный пассивный массив из гидрофонов GHG с соответствующими фильтрами и высокочастотную стабилизированную систему управления огнём. Последняя состояла из обзорного сонара, сонара определения глубины, записывающего устройства, вычислителя, элемента стабилизации и устройства наведения. Предполагался также обзорный гидроакустический приёмник на частоты от 1 до 200 кГц и система распознавания «свой-чужой».
Средства противодействия включали 4 пусковых установки Mark 31 для запуска постановщиков гидроакустических помех NAE (они создавались как средство защиты подводных лодок), а также буксируемую ловушку FXR для торпед.
В дальнейшем в проект были внесены некоторые изменения.

## Конструкция корпуса
Для улучшения мореходности была увеличена высота надводного борта. Для улучшения остойчивости в условиях боевых действий в Арктике (в целях компенсации намерзания льда на элементах палубы и надстройки) метацентрическая высота была увеличена до 1,37 м. Для сравнения, более тяжёлый крейсер CL-95 «Окленд» имел метацентрическую высоту 1,16 м, на 0,7 м меньший надводный борт в средней части, на 0,55 м меньшую ширину при более длинном (на 3 м) корпусе.
В целях повышения живучести корабль имел двойное дно, доходящее до второй палубы и два отдельных машинных отделения, разделённых между собой шестиметровым пространством.
Для улучшения манёвренности был установлен необычно большой для лёгкого крейсера одинарный руль.
Ширина и глубина корпуса были увеличены для того чтобы вместить новую двигательную установку.

## Энергетическая установка
Специальные меры были приняты для уменьшения шумности ГЭУ. Первоначально предполагалось иметь трёхвальную конфигурацию двигательной установки, причём на поисковой скорости (20 узлов) должен был работать только средний винт. Однако применение пузырьковой завесы между винтами и гидроакустическими антеннами, позволило остановиться на традиционной двухвальной конфигурации. Форма корпуса была оптимизирована для уменьшения турбулентных шумов, с той же целью был применён однолепестковый руль вместо обычного двойного и уменьшено погружение транца. Применение винтов большого диаметра позволило уменьшить скорость их вращения на полной мощности до 175 об/мин (обычное значение для эсминцев — 350 об./мин, для крейсеров типа CL-95 «Окленд» — 280 об./мин).
Мощность ГЭУ — 80 000 л. с. 60 MW Возникли также проблемы с размещением дизель-генераторов, так как новый корабль требовал 500 кВт мощности для питания радаров, сонаров, освещения, внутрикорабельной связи и систем управления оружием (обычная мощность генераторов на эсминцах военного времени составляла 100 кВт). Поскольку 500-кВт генератор не проходил по высоте отсека, было решено установить 2 генератора по 250 кВт каждый (в окончательном варианте — 2х300 кВт). Суммарная мощность основных генераторов составила 3 МВт (4 генератора по 750 кВт).

## Вооружение
Вооружение состояло из четырёх спаренных 76-мм артиллерийских установок башенного типа (по две на носу и корме), противолодочной установки «Альфа» и восьмитрубного торпедного аппарата для противолодочных торпед.
Двухвальная двигательная установка мощностью 60 000 л.с. была целиком взята у крейсеров типа «Атланта» (давление в котлах было повышено до 85 атм).

## Классификация
Ни по габаритам, ни по водоизмещению новый корабль не соответствовал классу артиллерийских эсминцев (водоизмещение которых не превышало 3000 т) и был классифицирован как «лидер эсминцев». До войны этим термином назывались крупные эсминцы, служившие флагманами флотилий. Применительно к новому кораблю этот термин означал, что он занимал промежуточное положение между эсминцами и лёгкими крейсерами, являясь крейсером по водоизмещению и эсминцем по калибру артиллерии. Такая двойственность классификации, когда корабли с приниципально новыми функциями и вооружением пытались втиснуть в линейку артиллерийских кораблей, существовала в ВМФ США до 1975 г.
«Норфолк» стал первым послевоенным лидером. Позднее в этот класс включались все новые корабли, оснащённые ракетным оружием, а в середине 1970-х годов он был разделён, породив все основные современные классы кораблей эскорта (ракетные крейсера, эсминцы, фрегаты). Однако «Норфолк» до новой классификации не дослужил, так как в 1970 году был выведен из состава флота.
Первоначально корабль классифицировался как поисково-ударный крейсер CLK-1, однако в 1951 году, до окончания строительства «Норфолока», этот класс был упразднён.

## Вооружение
Основным противолодочным оружием корабля была пусковая установка для реактивных глубинных бомб, известная под названием «оружие Альфа».

## Состав серии
| Название  | Номер      | Верфь | Заказ | Заложен    | Спущен     | В строю    | Списан     | Статус                  | Фото |
| --------- | ---------- | ----- | ----- | ---------- | ---------- | ---------- | ---------- | ----------------------- | ---- |
| Norfolk   | CLK-1/DL-1 | NYSB  | 1947  | 01.09.1949 | 29.12.1951 | 04.03.1953 | 15.01.1970 | Утилизирован 22.08.1974 |      |
| New Haven | CLK-2      | PhNYd | 1949  |            |            |            |            | Прекращён 02.09.1951    |      |

Первоначально планировалось строительство 5 единиц, однако из-за высокой стоимости строительства (61 млн долл. включая вооружение
) и эксплуатации корабль в серию не пошёл. Взамен была построена серия из 4 лидеров типа «Митчер».

## Модернизации
В 1959 году артиллерийские установки 76-мм/50 были заменены новыми 76-мм/70, а 20-мм зенитные автоматы были демонтированы.
В 1960 году на корабле была смонтирована 8-контейнерная пусковая установка для противолодочных ракет АСРОК. Фактически «Норфолк» стал опытовым кораблём для испытания этого нового противолодочного оружия.